# Alexander Höfer
Alexander Höfer (* 16. Januar 1877 in Keuern; † 3. Januar 1937 in Dresden) war ein deutscher Bildhauer und Medailleur.

## Leben

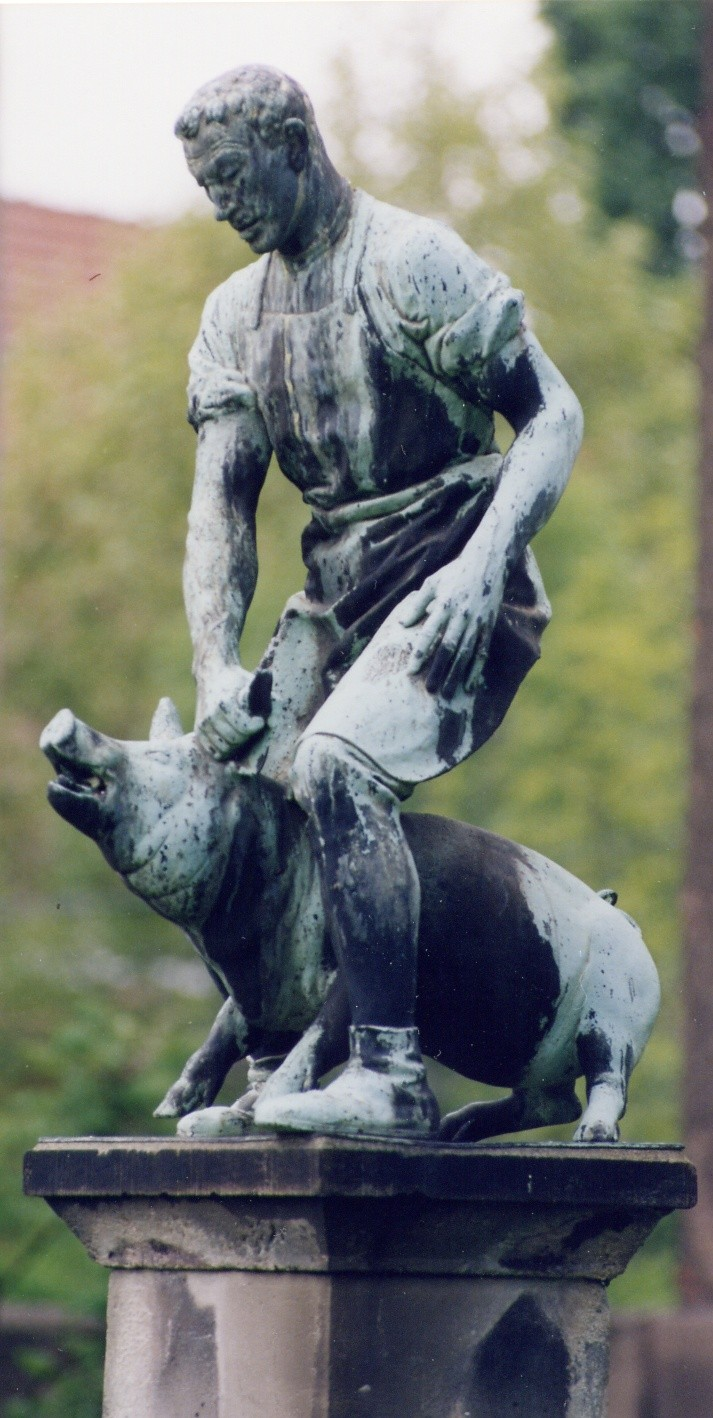
Plastik Schweinetreiber, 1910

Höfer wuchs als Halbwaise auf, da sein Vater im Herbst 1877 tödlich verunglückte. Er besuchte in Dresden die Schule, war ab 1891 Schüler der Kunstgewerbeschule Dresden und begann 1892 eine fünfjährige Bildhauerlehre. Anschließend war er bei Bernhard Kurt Roch, Emil Schäfer sowie ab 1898 auch bei Ernst Hottenroth als Mitarbeiter angestellt. Ab 1903 war Höfer Meisterschüler der Professoren Heinrich Epler und Robert Diez an der Dresdner Kunstakademie, wo er bis 1909 studierte. Höfer erhielt 1907/08 für seine Ringergruppe die Große Goldene Medaille der Kunstakademie.
Ab 1908 arbeitete Höfer selbstständig in Dresden. Neben vielen Kleinplastiken schuf er auch große Bildnisse und Denkmale. Er gründete 1909 die Künstlervereinigung Dresden mit und war Mitglied der Künstlervereinigung Die Zunft. Im Jahr 1912 erschienen seine Publikationen Die Plastik und Die Kunst. Von 1916 bis 1918 nahm Höfer als Soldat der Infanterie am Ersten Weltkrieg teil. In den Jahren 1924 und 1936 war er Mitarbeiter in der Zwingerbauhütte und restaurierte unter der Leitung von Hubert Georg Ermisch den Dresdner Zwinger umfassend. Unter anderem fertigte er neue Figuren für das Nymphenbad.
Im Jahr 1925 wurde Höfer Dozent an der Technischen Hochschule Dresden mit einem Lehrauftrag für Architekturplastik. Von 1933 bis zu seinem Tod 1937 war er Honorarprofessor für Architekturplastik an der Technischen Hochschule Dresden. Zuletzt lebte er im Haus Bürgerwiese 21. Im November 1933 unterzeichnete er das Bekenntnis der deutschen Professoren zu Adolf Hitler.
Höfer heiratete 1909 Clara Agnes geb. Abeking (* 11. Oktober 1885 in Berlin), Schwester des Malers und Illustrators Hermann Abeking. Die Ehe wurde am 6. Juni 1922 geschieden. Ihr entstammten die Söhne Rolf Erasmus Höfer (* 21. März 1910; † 9. Februar 1992), der u. a. Maler und Grafiker war, sowie Peter Frank Höfer (* 25. Mai 1912; † 28. Dezember 1975), der u. a. als Schauspieler und Regisseur tätig wurde. In zweiter Ehe war Höfer seit 1935 mit Elisabet Kelling verheiratet, der der dritte Sohn Alfred Höfer (* 1936 † 1. November 2021) entstammt.

## Werk

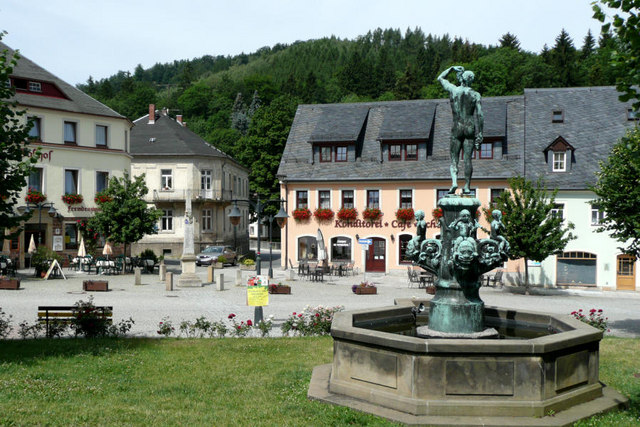
Brunnen Traubenesser in Bad Gottleuba

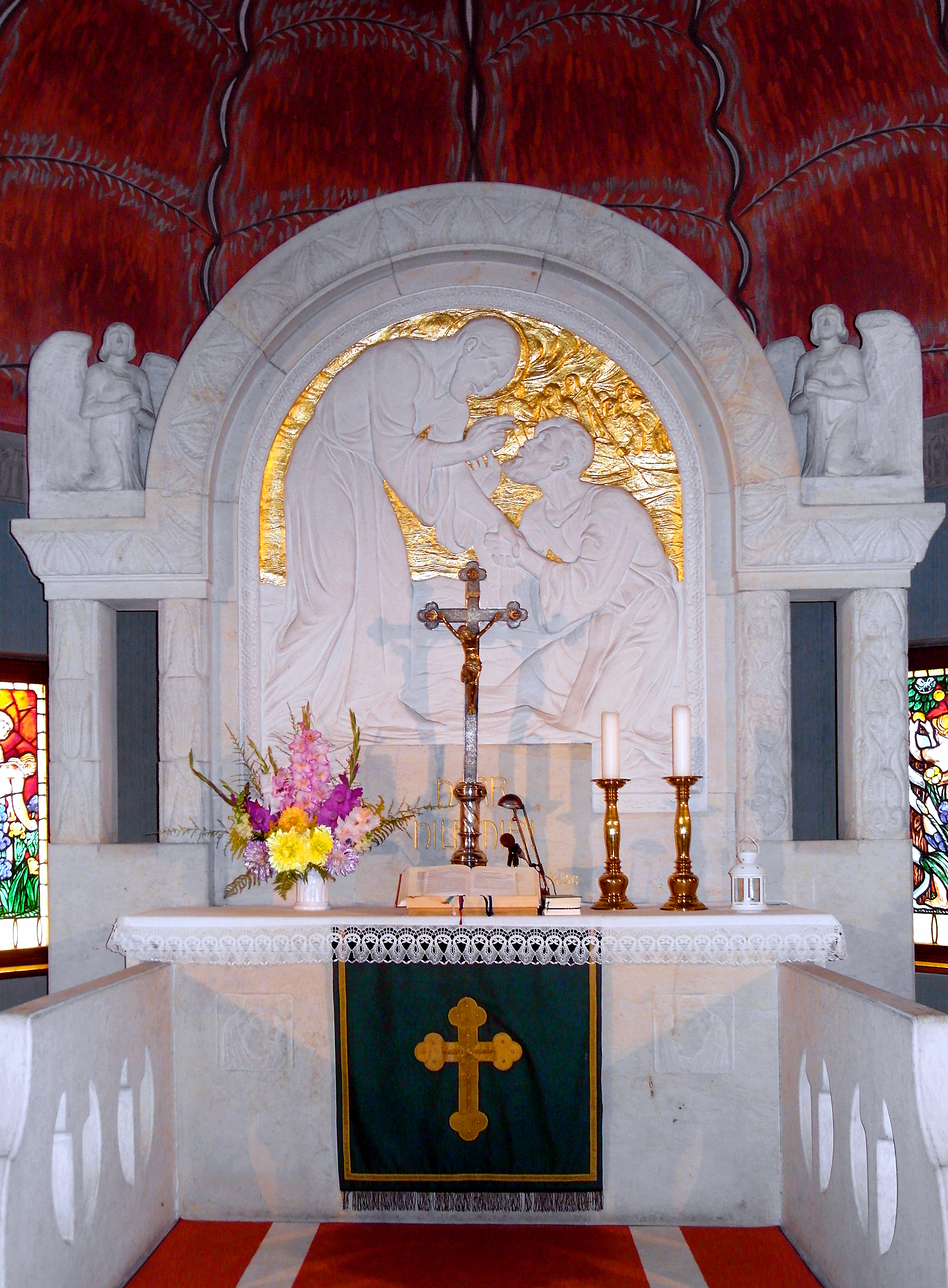
Altar St. Trinitatis in Wiesa (Thermalbad Wiesenbad)

- 1904: Altar, Kanzel und Taufstein für St. Trinitatis in Wiesa bei Annaberg
- 1907: Bronzerelief Grablegung Christi auf dem Friedhof Dresden-Plauen
- 1907: Ringergruppe (Privatbesitz, Dresden)
- 1910: Kanzel, Taufstein und eine große Golgathagruppe über dem Altar der St.-Johannis-Kirche in Crimmitschau[3]
- 1910: Figur Der Schweinetreiber vor dem Vieh- und Schlachthof in Dresden (als Brunnen konzipiert, aber nie in Betrieb genommen)
- 1910: vier Figurengruppen spielender Kinder in Bronze für die Höhere Töchterschule an der Zinzendorfstraße in Dresden (kriegszerstört)
- 1911: Sandsteinfigur Roland und weitere Plastiken für das Neue Rathaus in Chemnitz
- 1912: Marktbrunnen mit der Bronzefigur eines Fleischers in Dohna
- 1913: vier große Pfeilerfiguren aus Sandstein an der Fassade des Damenmoden-Kaufhauses Kersten & Tuteur in Berlin, Leipziger Straße 36 (Figuren um 1945 zerstört; zwei davon 2002 rekonstruiert)
- 1915: Bacchusbrunnen in Bad Gottleuba
- 1917: Kriegerdenkmal auf dem Friedhof Robermont bei Lüttich (gemeinsam mit dem Dresdner Architekten Emil Högg)
- 1922: Zierbrunnen Traubenesser in Bad Gottleuba
- 1922: Kolossalfigur eines sitzenden Kriegers am Kriegerdenkmal für die im Ersten Weltkrieg gefallenen Soldaten des Infanterie-Regiments Nr. 105 in Werdau
- 1931: Christus und müder Pilger am Grabmal Böhme auf dem Friedhof Radebeul-Ost
- 1931–1932: Altar der Trinitatiskirche in Sondershausen